# Château Léoville Poyferré

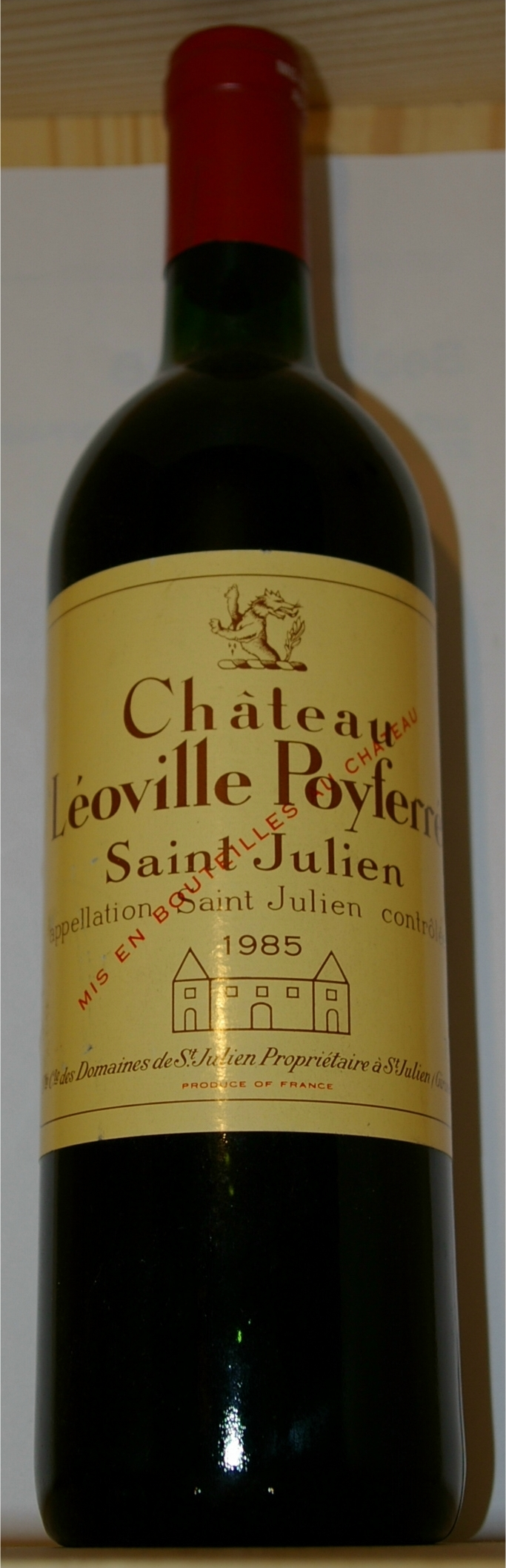
Château Léoville Poyferré 1985

Château Léoville Poyferré (ook wel gespeld als Léoville-Poyferré) is een wijndomein in Bordeaux en een tweede cru uit het classificatiesysteem voor Bordeauxwijn van 1855. Het ligt in het dorp Saint-Julien. De totale oppervlakte van de wijngaarden is ongeveer 80 ha met een aanplant van cabernet sauvignon (65%), merlot (25%), cabernet franc (2%) en petit verdot (8%). De gemiddelde leeftijd van de wijnstokken is 25 jaar. De gemiddelde productie per jaar is 20.000 kisten van 12 flessen.
"De recentere jaren van Léoville Poyferré zijn rijk en verfijnd, maar ook weelderiger en gepolijster dan de aangrenzende Léovilles." "In grote jaren is deze wijn zeer intens en diep van kleur, compact en rijk van structuur. Veel elegance en discretie. In zijn jeugd gereserveerd, doch met veel fruit en rondeur op de achtergrond. De goede harmonie staat garant voor een lange en evenwichtige ontwikkeling."

## Geschiedenis van het château
Nadat dit domein in 1840 werd afgescheiden van Château Léoville Las Cases, kwam het in 1866 in handen van de baron D'Erlanger en Armand Lalande, die later een gerespecteerd négociant werd voor wijnen uit de Bordeaux. In 1920 werd het gekocht door de familie Cuvelier. Tegen die tijd en lange tijd daarna was dit de Léoville met de grootste reputatie, niet in het minst door legendarisch goede wijnen in de jaren 1874, 1928 en 1929. In de jaren vanaf ongeveer 1960 tot eind jaren 1970 daalde de gemiddelde kwaliteit, onder andere door een te grote hoeveelheid merlot in de wijngaard. Maar toen Didier Cuvelier de verantwoordelijkheid kreeg over dit château, ondernam hij direct stappen de kwaliteit te herstellen. Vanaf die periode zijn er forse investeringen gedaan, inclusief de aanleg van een volledig nieuwe cuverie en een kelder waarin de wijn het eerste jaar na de oogst kan rijpen. In de jaren 1990 werd geëxperimenteerd met een modernere stijl van wijnmaken, maar vanaf 2000 keerde men terug naar de klassieke benadering.